# 木下ほのか
木下 ほのか（きのした ほのか、10月5日 - ）は、日本の漫画家。埼玉県坂戸市出身。血液型O型。

## 略歴
- 中学2年生の時に漫画を初投稿[1]。
- 2012年 - 『初恋マーチ』が『りぼんスペシャル』（集英社）冬の大増刊号に掲載されデビューした[1]。
- 2019年 - 4月27日から4月28日まで行われた『りぼん★みらいフェスタ2019』の4月28日トークショーに登壇した[3]。

## 作品リスト
全て集英社、りぼんマスコットコミックスより刊行されている。
- 丹羽くんはただの友達です![4]（2017年12月25日発売[5][6]、『りぼん』2017年5月号 - 9月号[7]、ISBN 978-4-08-867484-1、全1巻）
  - 番外編[6]（描きおろし）
- ハツコイと太陽（2018年 - 2021年、全9巻）
- レオと三日月（『りぼん』2022年2月号[8] - 2024年8月号[9]、全8巻）

### その他
- 鬼滅の刃[10]（『りぼん』2020年6月号、イラスト、伊黒小芭内担当。）
- ONE PIECE[11]（『りぼん』2021年3月号、ブックカバーイラスト、ヤマト担当。）
- ピースピース[12]（スカイピースが2021年3月3日にリリースしたミニアルバムの歌詞ページにイラストを寄稿。）

### 単行本未収録作品
- 初恋マーチ（『りぼんスペシャル』2012年冬の大増刊号、デビュー作。）
- きみのとなりにいたいのです（『りぼんスペシャルキュート』2012年5月増刊号）
- いくじなし革命（『りぼんスペシャルスカイ』2012年9月増刊号）
- 走れ!集英学院ボランティア部（『りぼんスペシャルキュート』2013年春の大増刊号）
- ふりむけば恋[13]（『りぼん』2016年3月号）
- キヨちゃんの犬。（『りぼん』2016年8月号別冊ふろく『りぼんネクストスター』）
- 泉くんは反抗期（『りぼんスペシャルミント』2016年9月号）
- ご主人様とたまきくん（『りぼん』2017年1月号）
- 榊くんおあずけです!（『りぼんスペシャル』2018年冬の大増刊号）
- 氷と春風（『りぼんスペシャル』2023年春の大増刊号）
- 翔けて春風（『りぼん』2025年9月号[14] - ）